# Dicelis dendrobaenae
Dicelis dendrobaenae is een rondwormensoort. De wetenschappelijke naam van de soort is voor het eerst geldig gepubliceerd in 1962 door Timm.